# Lori estriat
El lori estriat (Charmosyna multistriata) és una espècie d'ocell de la família dels psitàcids que habita els boscos de muntanya de Nova Guinea occidental.